# Robert Burdett (4e baronnet)
Robert Burdett, 4e baronnet (28 mai 1716 - 13 février 1797) est un homme politique britannique et membre de la gentry anglaise.

## Biographie
Burdett est le fils posthume de Robert Burdett, fils de Robert Burdett (3e baronnet) de Bramcote, Warwickshire. Sa mère est Elizabeth, fille de William Tracy, 4e vicomte Tracy. Son père et son grand-père meurent tous deux en janvier 1716 et Burdett devient baronnet à sa naissance en mai 1716, quatre mois après la mort de son grand-père. Il fait ses études de gentleman roturier au Winchester College (vers 1731), puis au New College d'Oxford.
En 1738, il sert comme haut shérif du Derbyshire. En 1748, il est élu au Parlement comme l'un des deux représentants de Tamworth, siège qu'il occupe jusqu'en 1768.
Burdett épouse Elizabeth, fille de Charles Sedley, en 1739 et par elle a 3 fils et 2 filles. Après sa mort en 1747, il épouse Caroline, fille de John Manners (2e duc de Rutland), et veuve d'Henry Harpur (5e baronnet), en 1753. Elle meurt en 1769.

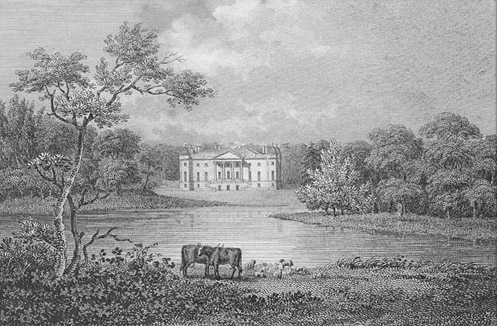
Foremarke Hall

Il commande la construction de Foremarke Hall dans le Derbyshire en 1760 pour son fils Francis Burdett. L'architecte est David Hiorns, un architecte célèbre à l'époque dont le cabinet d'architectes à Londres existe encore aujourd'hui. Selon un répertoire publié en 1846, la maison est "érigée vers 1762" par Sir Robert, en remplacement d'une maison antérieure sur le site.
Il meurt en février 1797, à l'âge de 80 ans, et son petit-fils Francis Burdett, le célèbre homme politique réformiste et le fils aîné de Francis Burdett (1743-1794), décédé avant lui en 1794, lui succède comme baronnet.